# Rochester (New Hampshire)
Pour les articles homonymes, voir Rochester.
Rochester est une ville des États-Unis d'Amérique située dans l'État du New Hampshire et le Comté de Strafford.